# Neohoratia minuta
Neohoratia minuta је пуж из реда Littorinimorpha и фамилије Hydrobiidae. 

## Угроженост
Подаци о распрострањености ове врсте су недовољни.

## Распрострањење
Швајцарска је једино познато природно станиште врсте.

## Станиште
Станиште врсте су слатководна подручја.